# Agoniates
Agoniates és un gènere de peixos de la família dels caràcids i de l'ordre dels caraciformes.

## Taxonomia
- Agoniates anchovia (Eigenmann, 1914)[2]
- Agoniates halecinus (Müller & Troschel, 1845)[3][4][5][6][7][8][9][10]